# 石榴荘駅
座標: 北緯39度50分45秒 東経116度24分51秒 / 北緯39.845918度 東経116.414097度
石榴荘駅（せきりゅうそうえき）は、北京市豊台区に位置する北京地下鉄10号線の駅である。

## 駅構造
島式ホーム1面2線を有する地下駅。

## 歴史
- 2012年12月30日 - 開業。

## 隣の駅
北京地下鉄
■10号線
宋家荘駅 - 石榴荘駅 - 大紅門駅